# عشب الحبل الأجمي
عشب الحبل الأجمي (الاسم العلمي:Spartina caespitosa) هو نوع من النباتات يتبع جنس عشب الحبل من الفصيلة النجيلية.